# Siegfried Hähnel (general)
Siegfried Hähnel, nemški general in politik, * 9. junij 1934, Chemnitz, Nemčija, † 26. avgust 2010, Berlin.
Hähnel je bil eden od vodij okrožnih administracij Stasija.

## Življenje
Leta 1952 se je pridružil Stasiju in istega leta je vstopil še v SED. Leta 1980 je doktoriral na Pravni visoki šoli Stasija in leta 1987 je bil povišan v generalmajorja.
Po padcu berlinskega zidu je bil februarja 1990 odpuščen.